# Ainhoa
Ainhoa è un comune francese di 686 abitanti situato nel dipartimento dei Pirenei Atlantici nella regione della Nuova Aquitania.
Questo villaggio, situato a pochi chilometri dal confine spagnolo, fu fondato nel XII secolo come luogo di sosta del cammino verso Santiago di Compostela. Del centro abitato originario restano le case bianche lungo la strada principale la chiesa con gineceo, costruita nel XVII secolo. Nel territorio comunale scorre il fiume Nivelle.

## Società

### Evoluzione demografica
Abitanti censiti

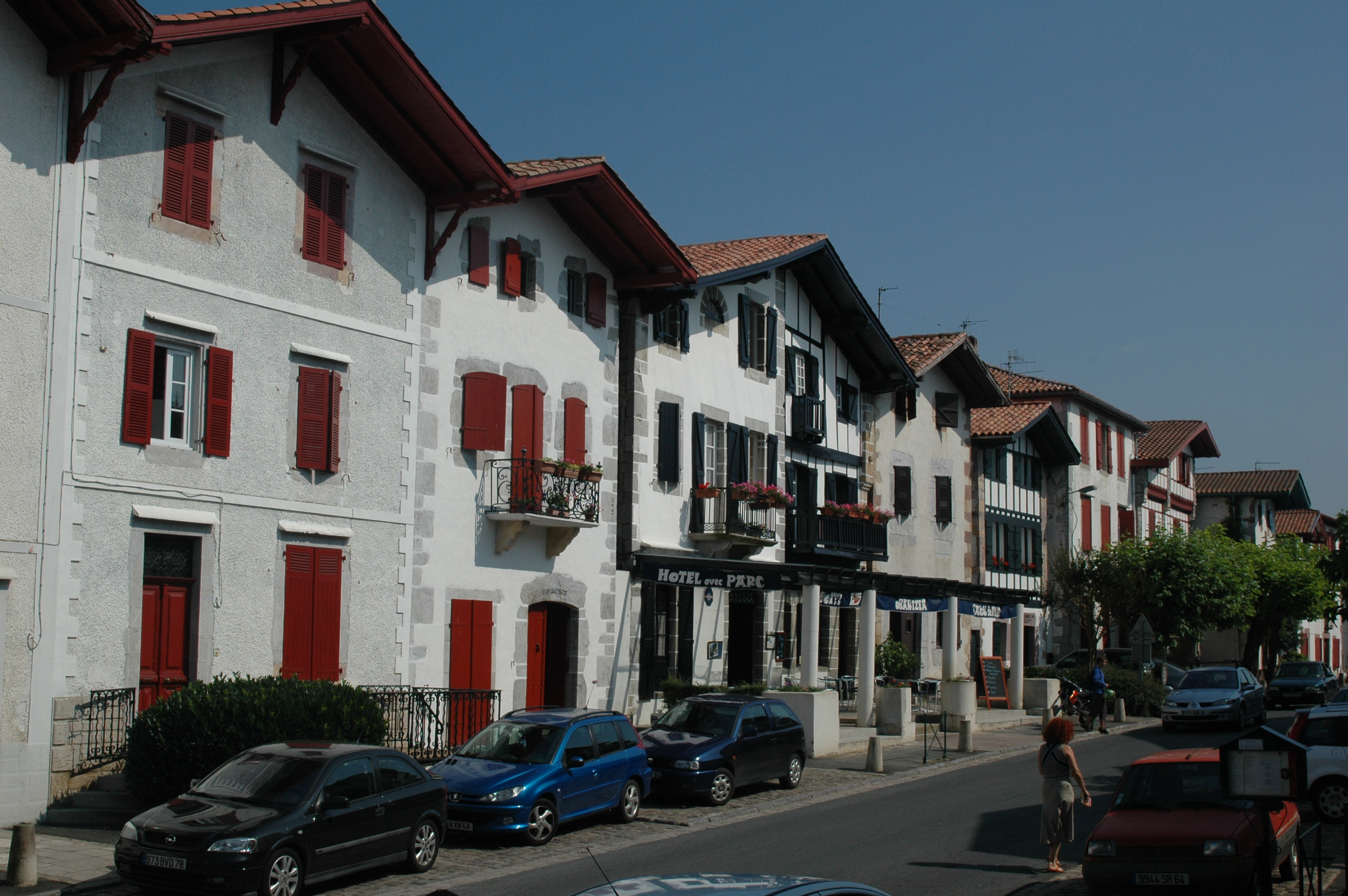
La via principale di Ainhoa
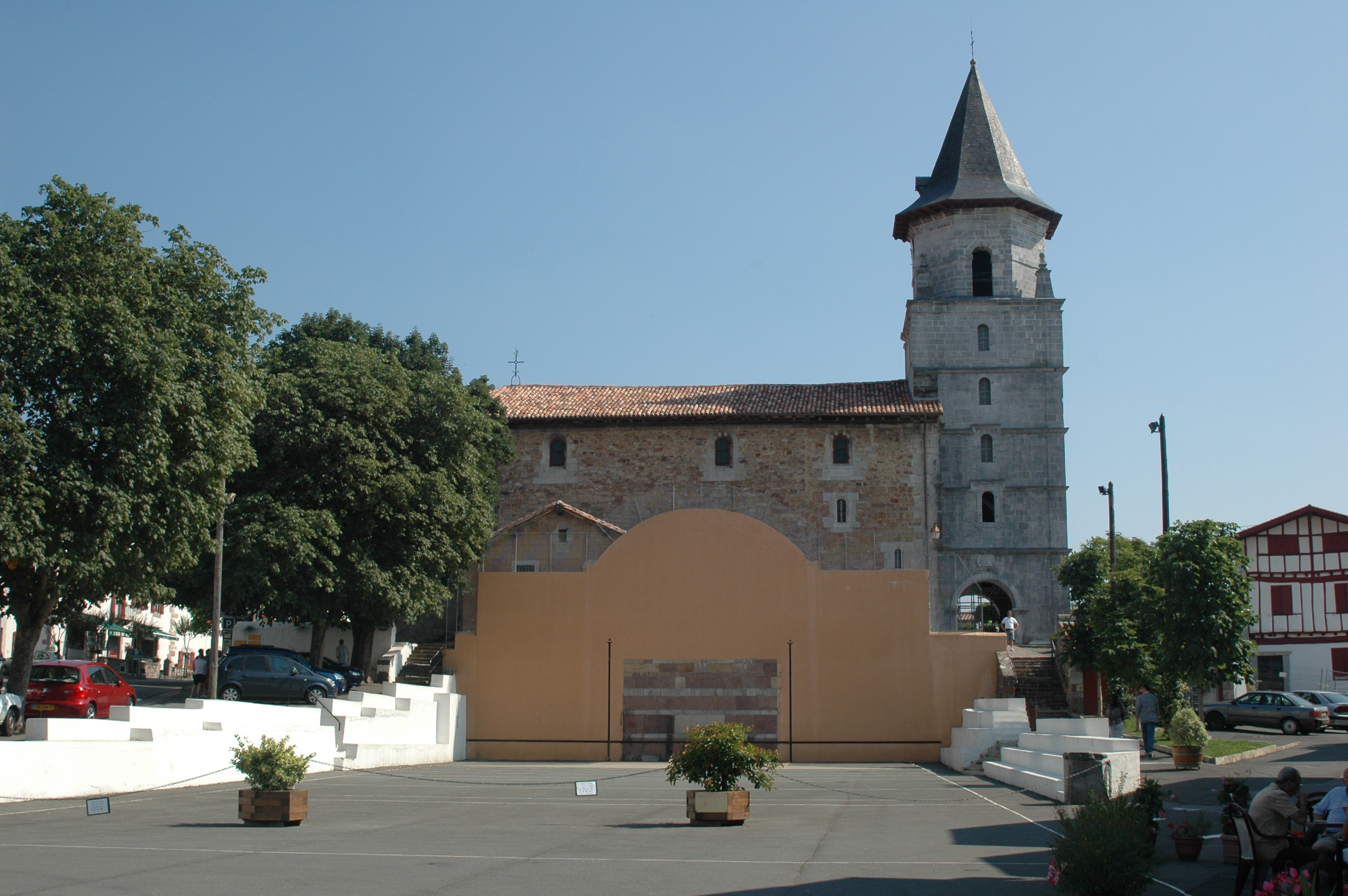
La chiesa
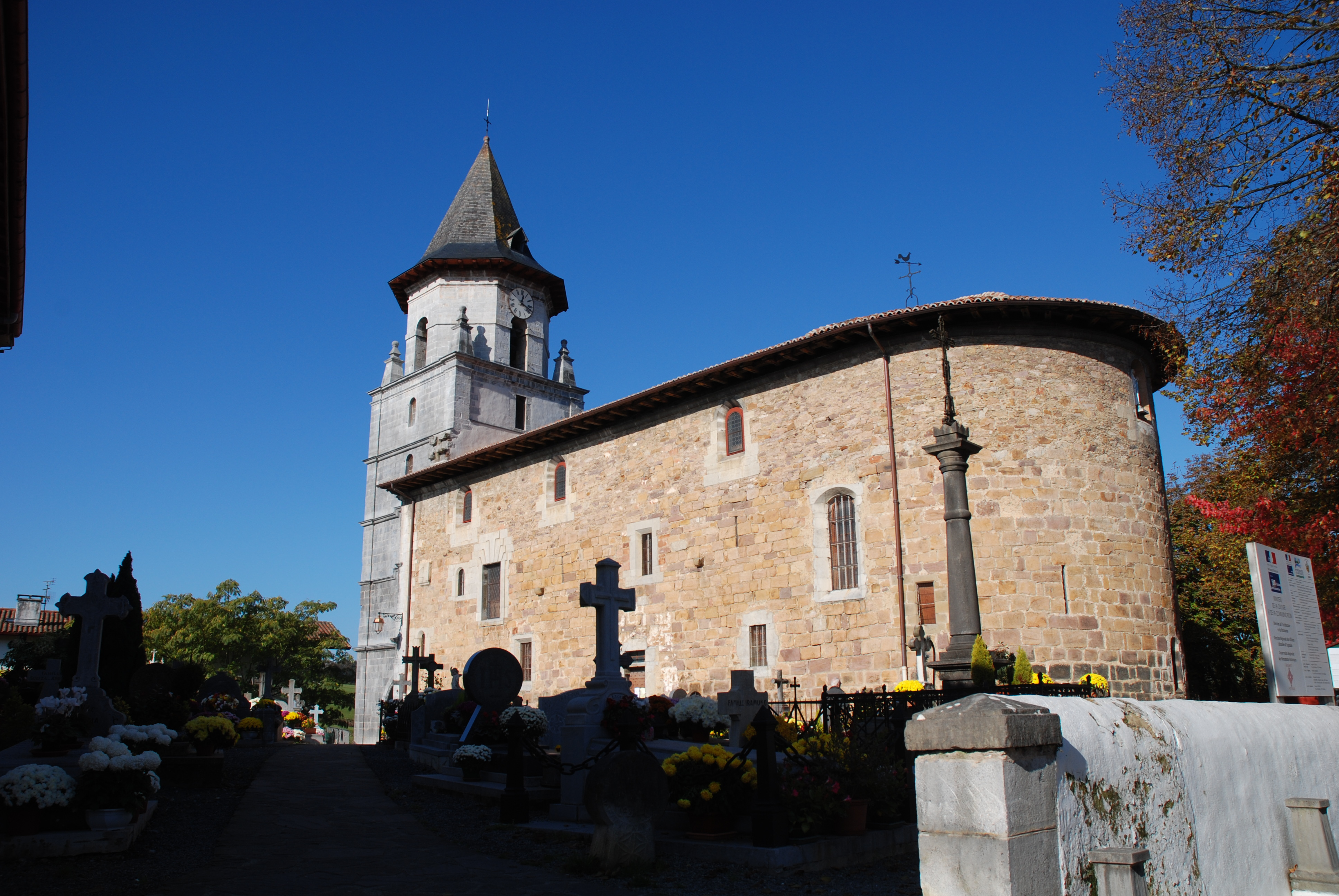
La chiesa (vista dall'abside)
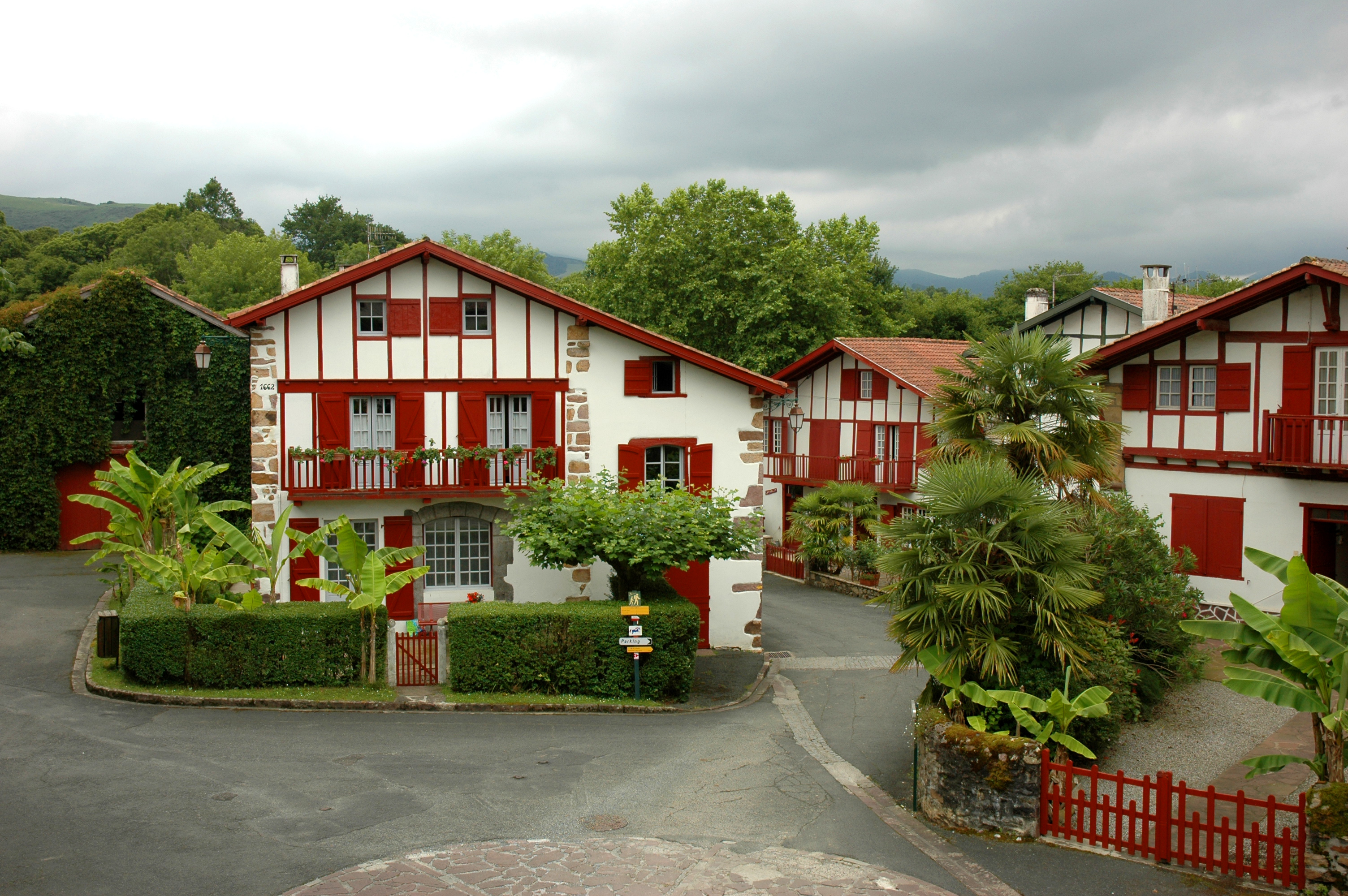
Case basche